# Ulica Wola Zamkowa w Toruniu
Ulica Wola Zamkowa w Toruniu – ulica na granicy Nowego Miasta oraz dawnego przedmieścia św. Katarzyny, przebiegająca na miejscu obwarowań średniowiecznych i nowożytnych.

## Charakterystyka
Ulica Wola Zamkowa została wytyczona w latach 70. XIX w. w ramach rozbudowy miasta w kierunku północno-wschodnim i tworzenia nowej dzielnicy garnizonowo-mieszkaniowej na miejscu dawnego Przedmieścia św. Katarzyny (wówczas nazwanej Wilhelmstadtem). Na odcinku od dzisiejszej ul. Warszawskiej do ul. św. Jakuba przebiega skosem w miejscu fosy murów średniowiecznych Nowego Miasta, na odcinku do Bulwaru Filadelfijskiego - wzdłuż szyi dawnego Bastionu Menniczego.

## Zabudowa
Zwarta zabudowa występuje w pobliżu skrzyżowania z ul. św. Jakuba, i tylko w pierzei zachodniej. Ważniejsze budowle położone przy ulicy:
- nr 2 – dawny magazyn pontonów Twierdzy Toruń (teren dawnego Bastionu Menniczego)
- nr 5-7 (i ul. Piernikarska 9) – teatr Baj Pomorski
- nr 8-12 – teren dawnego Bastionu Menniczego
- nr 13 – kamienica narożna z ul. św. Jakuba (nr 7)
- nr 14 – dawna pralnia garnizonowa
- nr 15 – kamienica narożna z ul. św. Jakuba (nr 16)
- nr 16 – dawna kamienica należąca i zamieszkała przez wojewodę pomorskiego Jana Brejskiego[1]
- nr 17 – kamienica z mieszkaniami służbowymi dla urzędników Twierdzy Toruń
- nr 19 – budynek dawnego Urzędu Królewskiej Fortyfikacji

## Galeria

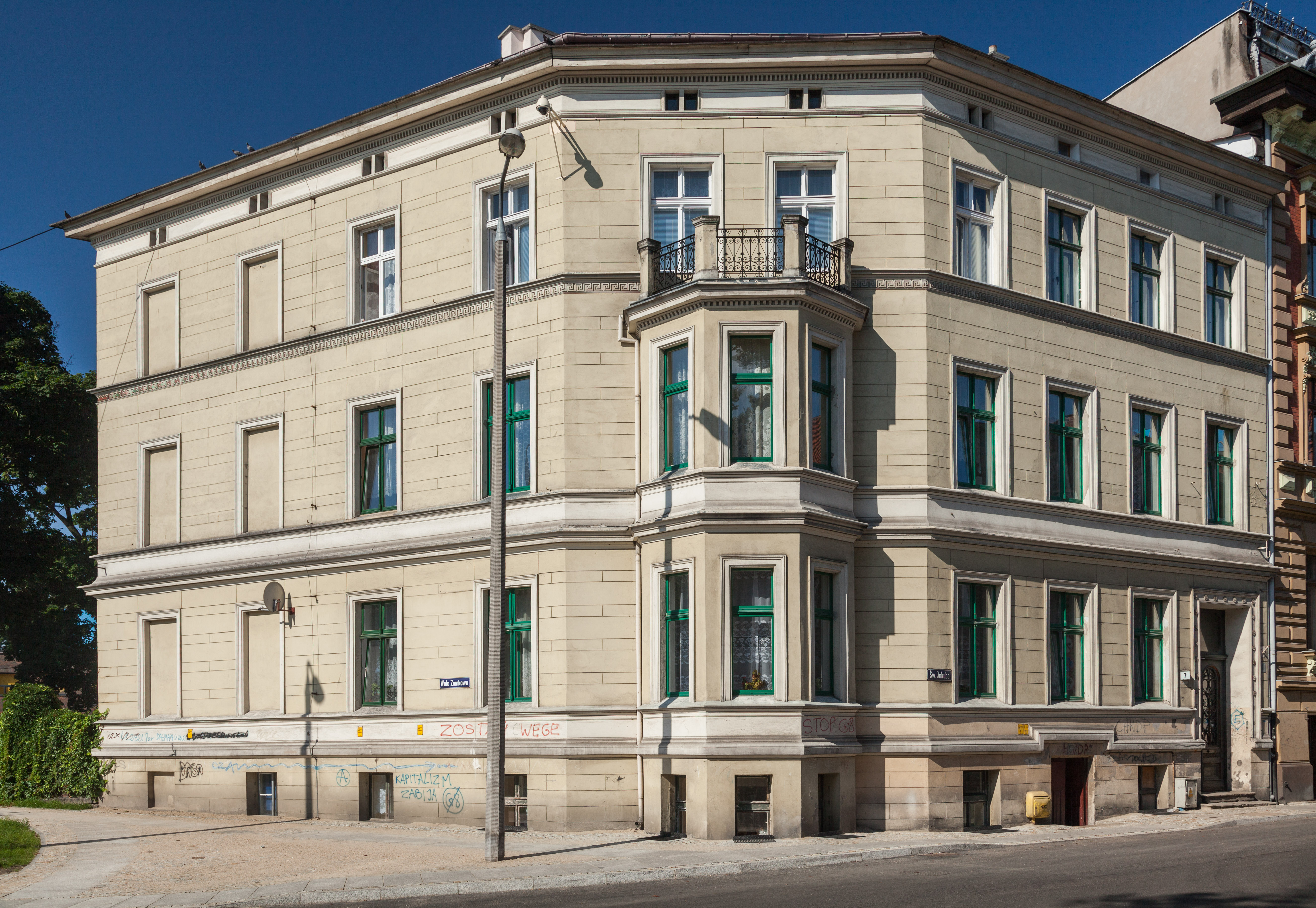
Kamienica pod nr 13, na rogu z ul. św. Jakuba
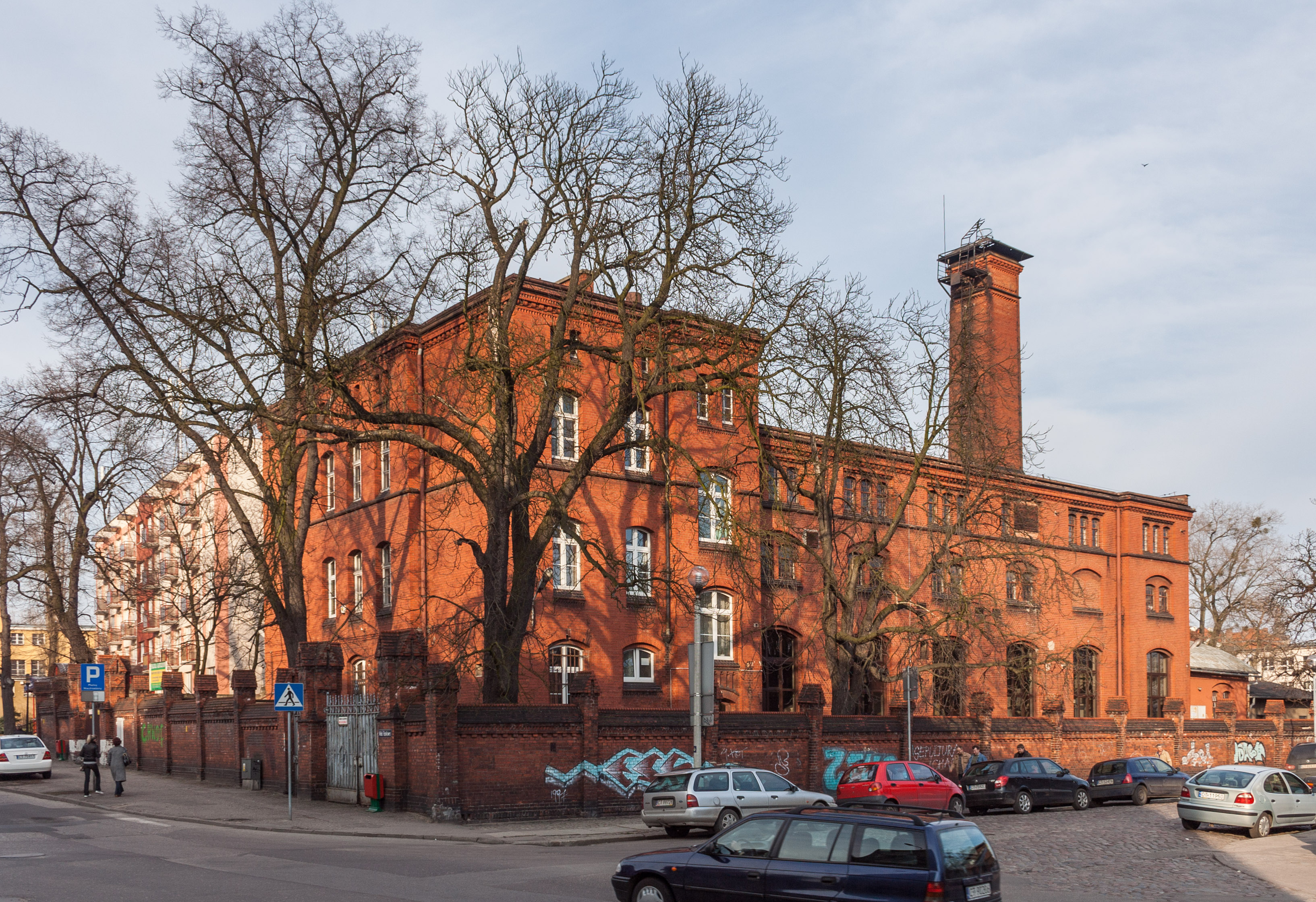
Dawna pralnia garnizonowa, nr 14
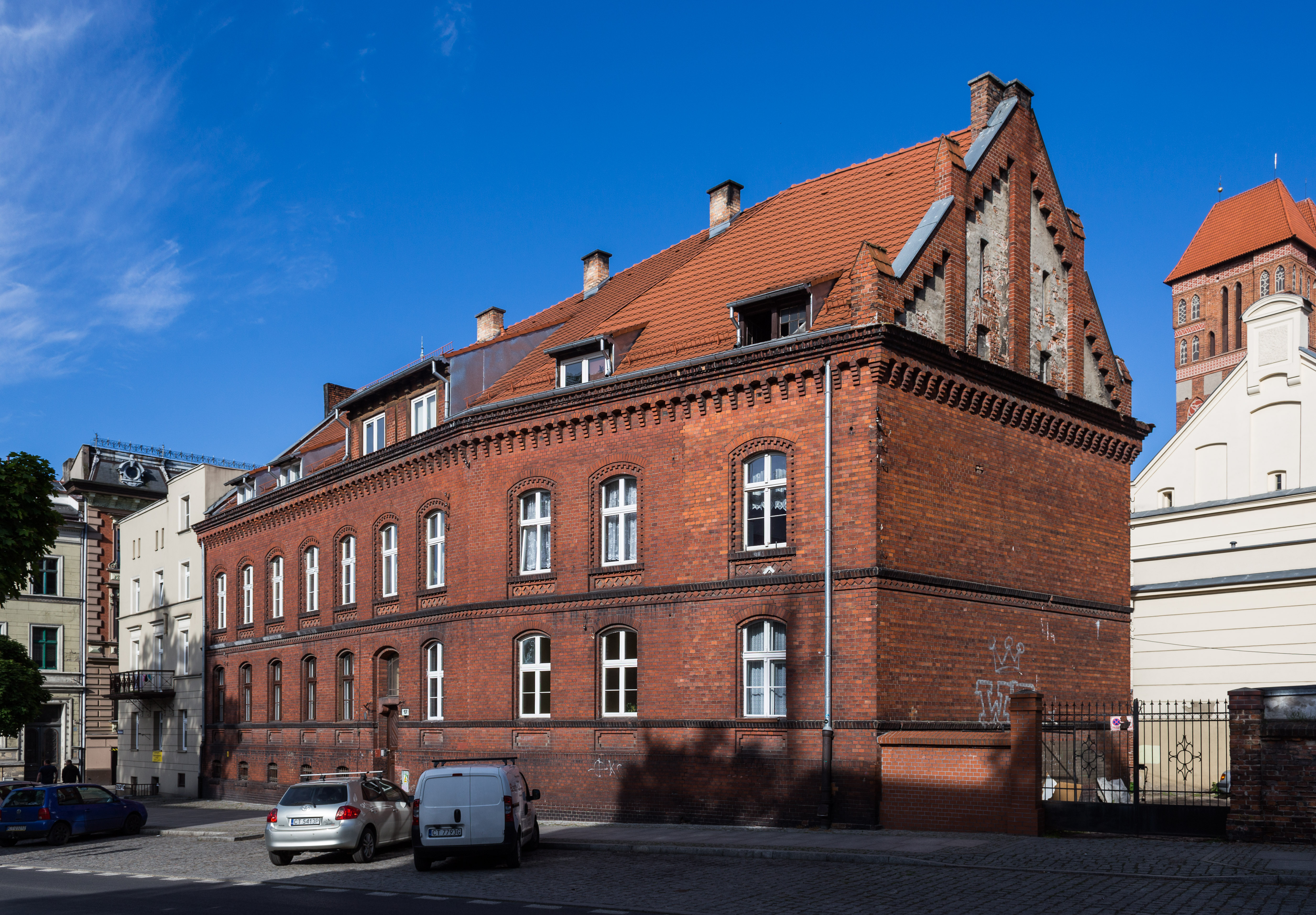
Budynek pod nr 17
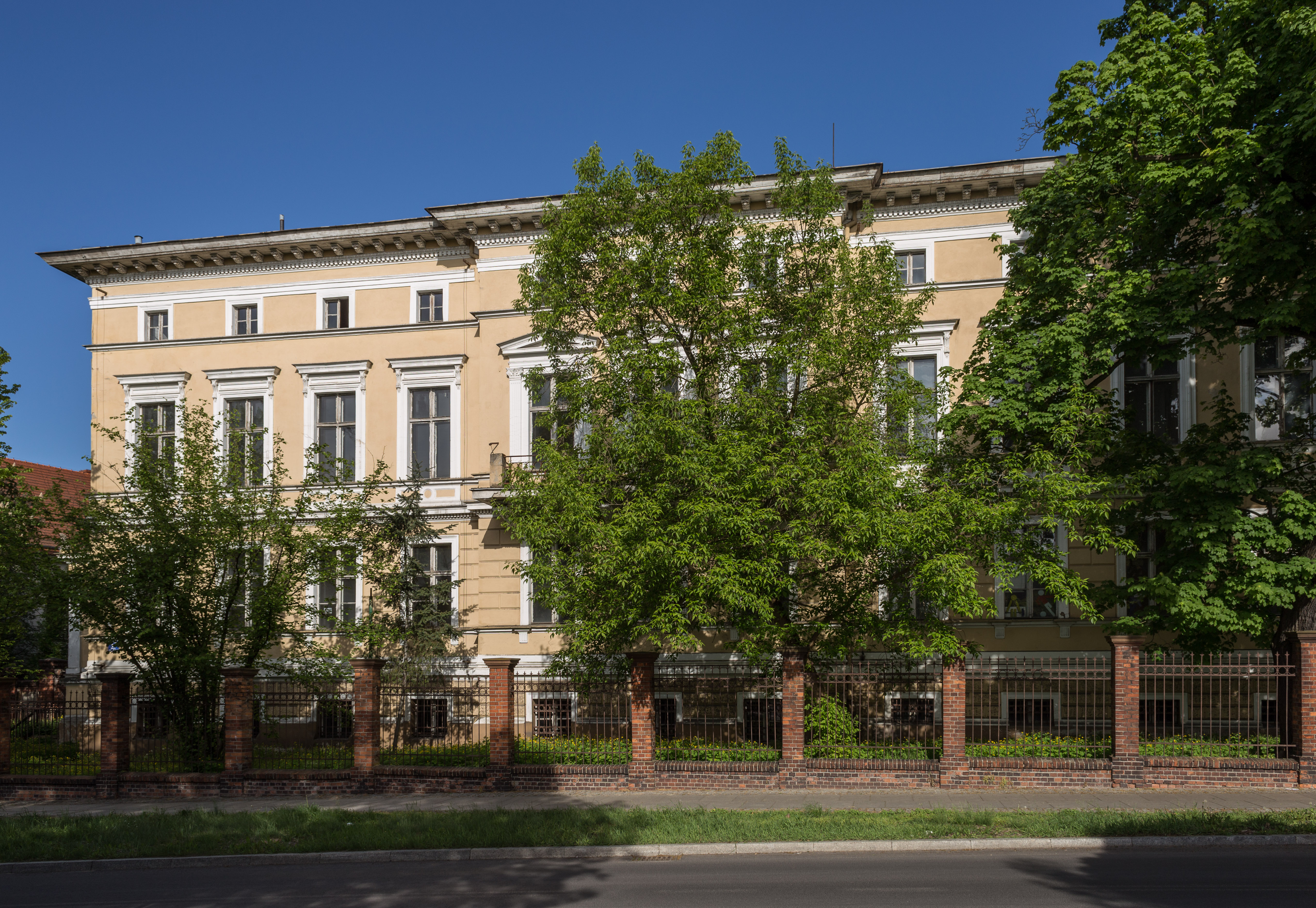
Dawny Urząd Królewskiej Fortyfikacji, nr 19
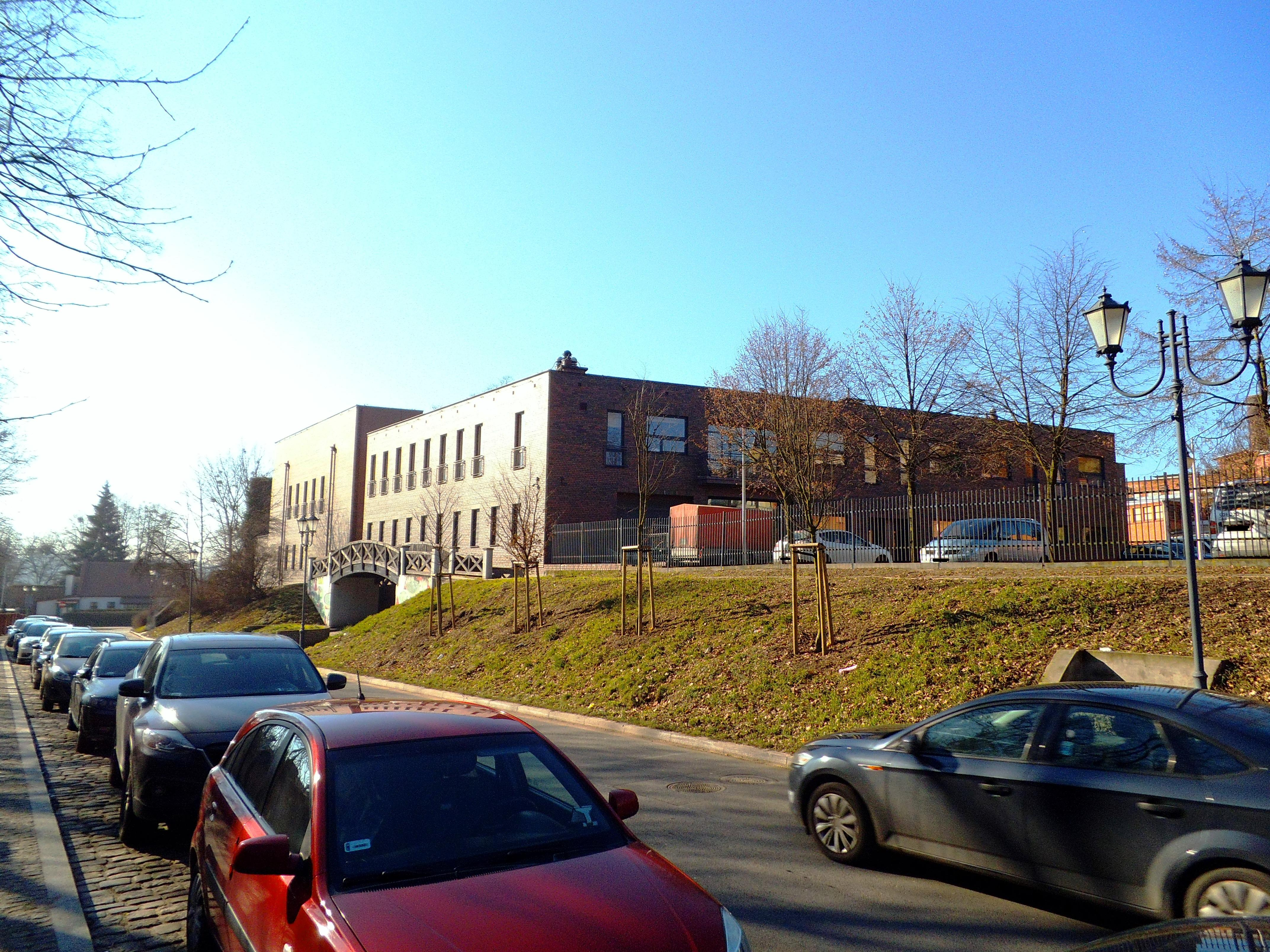
Południowy fragment ulicy